# 堂区 (北欧历史)
堂区（瑞典語：socken），是北欧历史上省份之下的行政区划单位，通常是中世纪时一个教堂周围的乡村地区。堂区原本就是教会堂区，后来也演变为民政堂区或行政堂区，并成为现今北欧各国的市镇的前身。

## 瑞典
瑞典语单词（古瑞典语为）是最早乡村教会堂区（kyrksocken）的古名。它也用来表示一块世俗的区域（sockenkommun，乡间社区），或纳税区域（jordbokssocken）。在北欧一个堂区是有多个村庄或聚居地组成的行政单位，通常城镇不会用“堂区”来称呼。堂区内有一个堂区教堂，由堂区委员会来管理。堂区为现代市鎮的前身。

## 芬兰
芬兰语单词在历史上很早就开始使用，一直到19世纪用来作为行政区划和教会区划里地方级别的单位。1860年代在乡村地区设立市镇后，该单词非正式地用来表示乡村地区的市镇区域。现今芬兰本国语言中心建议该单词适用于并入另外一个市镇后原乡村市镇的区域。